# Les Voleurs du marsupilami
Les Voleurs du Marsupilami est la trente-cinquième histoire et le cinquième album de la série Spirou et Fantasio de André Franquin. L'histoire est publiée pour la première fois dans Spirou du no 728 au no 762.

## Univers

### Synopsis

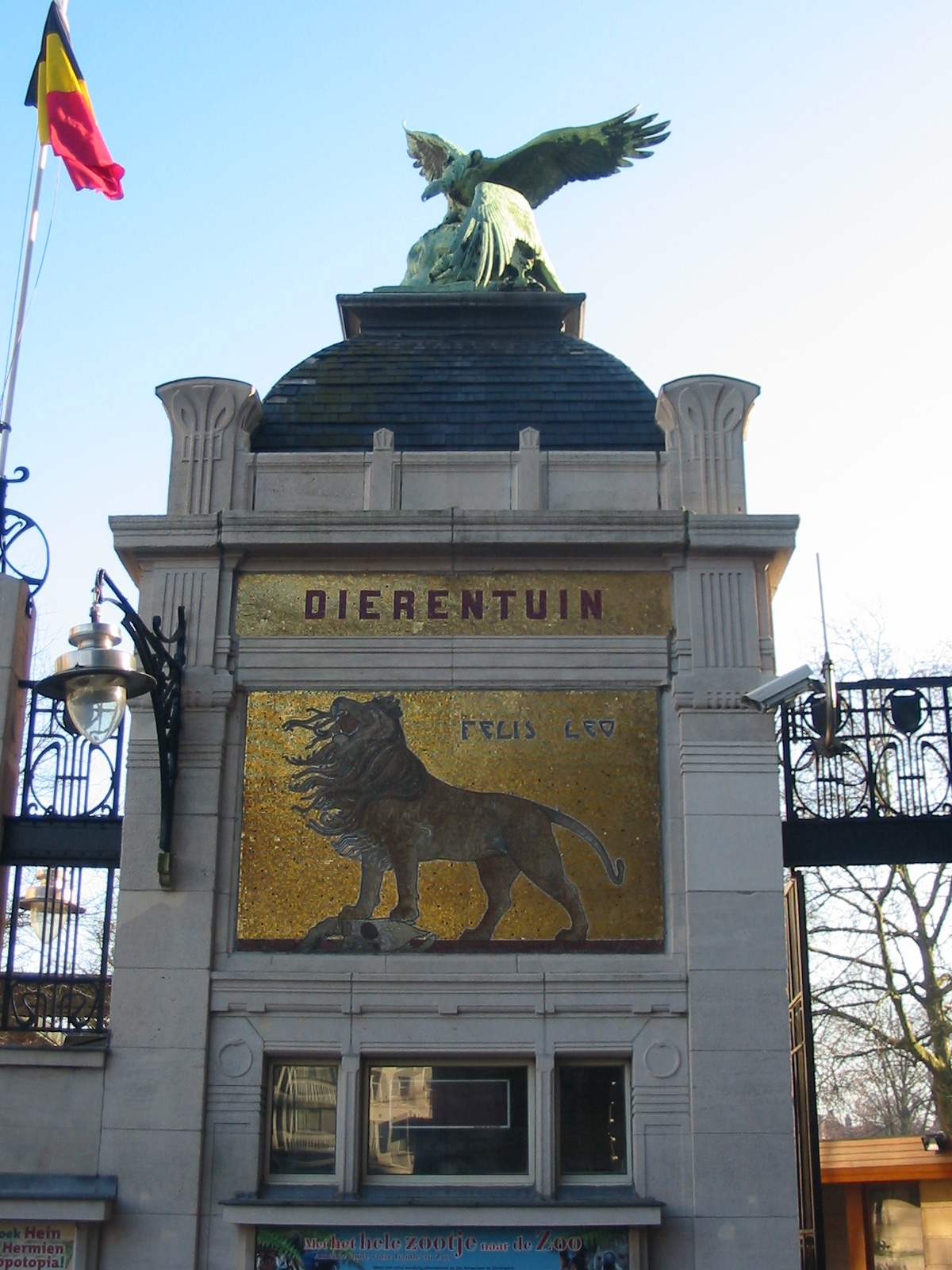
Franquin et Geo Salmon se sont inspirés du zoo d'Anvers pour le zoo où est conservé le marsupilami.

Spirou et Fantasio, regrettent d'avoir donné au zoo le marsupilami capturé dans l'épisode précédent. Ils décident de l'en sortir pour le ramener dans son milieu naturel. Mais avant qu'ils aient pu agir, ils apprennent la mort du petit animal, dont le corps disparaît peu après. Estimant que le voleur n'aurait pu sortir son butin pendant les heures d'ouverture, Spirou et Fantasio restent dans le zoo jusqu'à la nuit tombée pour essayer de le capturer. Après une course-poursuite, le voleur leur échappe de justesse mais ils parviennent à lui arracher un bout du papier ayant servi à emballer le corps du marsupilami, ainsi qu'un document mentionnant l'adresse du fugitif.
Ayant identifié le voleur, un certain Valentin Mollet, Spirou et Fantasio rencontrent la femme de ce dernier, Valentine. Celle-ci leur fait promettre de ne rien dire à la police, car elle et ses enfants sont dans une situation précaire. Entre-temps, Valentin prend l'avion pour la ville de Magnana, station de villégiature méridionale.
Spirou et Fantasio retrouvent Mollet à Magnana, où il gagne sa vie comme footballeur. Ils lui font avouer son forfait, et lui révèlent avoir compris que le marsupilami est encore en vie : le bout de papier qu'ils lui ont arraché portait en effet des trous percés pour que l'animal puisse respirer à travers le paquet. Valentin, pris de remords, leur explique qu'il a volé le marsupilami afin de subvenir aux besoins de sa famille et qu'il a agi pour le compte de Zabaglione, directeur d'un cirque qui a fait de l'animal son attraction vedette.

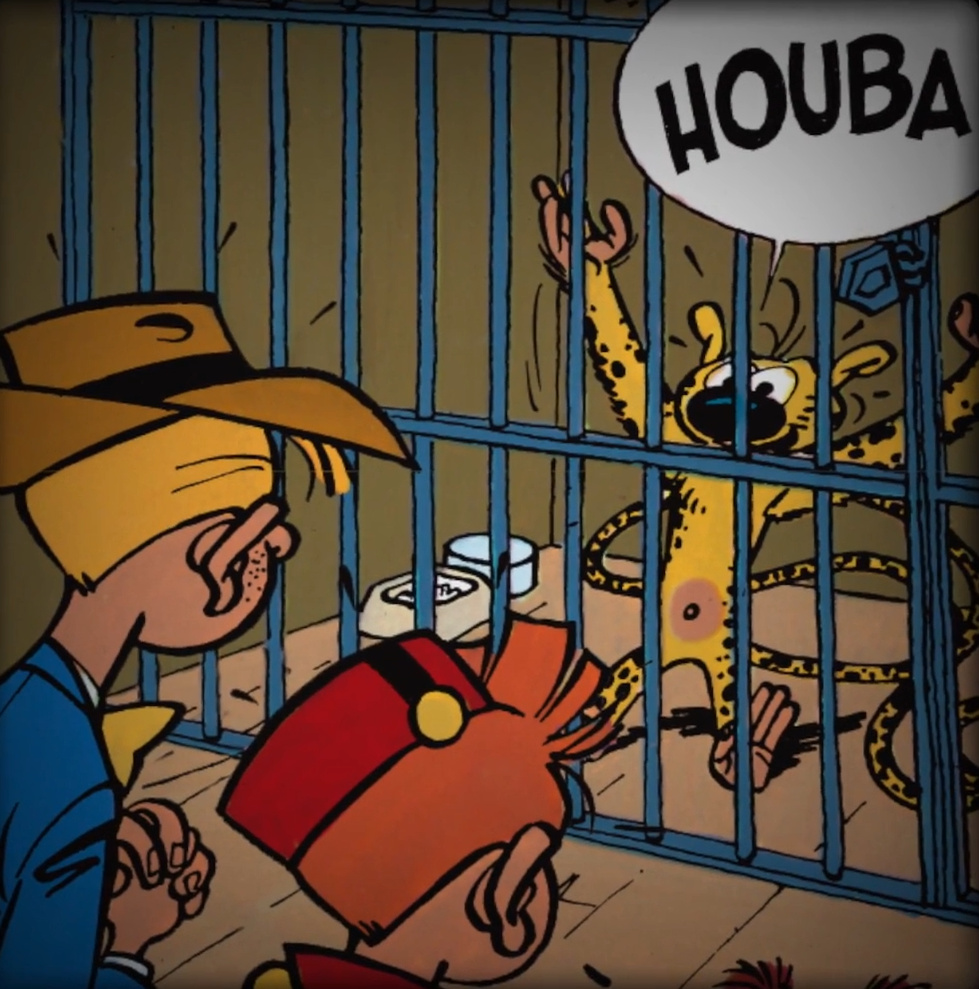
Spirou et Fantasio retrouvent le marsupilami.

Afin de se rapprocher du marsupilami, Spirou et Fantasio se font embaucher par le cirque comme employés de la ménagerie, mais, confrontés à l'irascible directeur du personnel et au géant Goliath, ils sont licenciés avant d'avoir pu libérer l'animal. Or les deux héros croisent la route du comte de Champignac, en vacances à Magnana. Celui-ci, mis au courant de la situation, accepte de les aider en leur offrant des pilules changeant la pigmentation de la peau. Ils mettent alors au point un pseudo-tour de magie, qui leur permet d'être embauchés comme artistes par Zabaglione. Ils revoient donc le marsupilami mais doivent attendre la fin de leur représentation pour agir. Entre-temps, Zabaglione ayant retrouvé leur photo dans un magazine relatant la découverte du Marsupilami, devine leurs intentions et leur tend un piège. Mais Valentin Mollet, qui assistait au spectacle avec sa famille, intervient pour aider Spirou, Fantasio, Spip et le marsupilami, de sorte que Zabaglione, Goliath et le directeur du personnel sont finalement mis hors de combat.
Dans un épisode ultérieur, Spirou et Fantasio ramèneront le marsupilami dans sa jungle natale, où ils le laisseront avec regret. Ils rentreront ensuite par le fleuve, sans se rendre compte que le marsupilami, qui ne souhaite pas non plus les quitter, s'est installé à l'arrière de leur pirogue.

### Personnages
- Spirou
- Fantasio
- Spip
- Marsupilami (deuxième apparition)
- Comte de Champignac (deuxième apparition)
- Valentin Mollet (première apparition)
- Zabaglione (première apparition)
- Goliath (première apparition)
- Le chef du personnel (première apparition)

## Autour de l'album
Zabaglione fait par la suite quelques apparitions dans des albums de la série Marsupilami. Le nain et Goliath réapparaissent dans l'histoire La Quick super (publiée dans l'album Les Pirates du silence).
Durant toute cette aventure, Fantasio et Spirou se déplacent grâce à la voiture d'un voisin de Fantasio, immobilisé par une jambe cassée. Ce véhicule porte sur l'avant le mot (la marque) CAMSI.

## Publication

### Revue
- Publié pour la première fois dans le Journal de Spirou du no 729 (paru le 3 avril 1952) au no 761[1] (paru le 13 novembre 1952).

### Album
La première édition des Voleurs du marsupilami est parue aux Éditions Dupuis en 1954 (dépôt légal 01/1954). On retrouve cette histoire dans De Champignac au marsupilami, le tome 2 de la série Les intégrales Dupuis - Spirou et Fantasio (Dupuis - 2006).

### Traductions
- Anglais (Inde) : The Marsupilami Robbers (2007), Euro Books.
- Suédois : Marsupilami blir kidnappad, Carlsen Comics.